# Stetholiodes
Stetholiodes es un género de escarabajos de la familia Leiodidae.

## Especies
- Stetholiodes agathidioides
- Stetholiodes besucheti
- Stetholiodes chinensis
- Stetholiodes kabakovi
- Stetholiodes laticollis
- Stetholiodes loebli
- Stetholiodes magnifica
- Stetholiodes nipponica
- Stetholiodes puetzi
- Stetholiodes reticulata
- Stetholiodes schawalleri
- Stetholiodes smetanai
- Stetholiodes striatipennis
- Stetholiodes turnai